# Massilia cavernae
Massilia cavernae es una bacteria gramnegativa del género Massilia. Fue descrita en el año 2022. Su etimología hace referencia a cueva. Es aerobia y móvil por flagelo polar. Tiene un tamaño de 0,3-0,5 μm de ancho por 1-2 μm de largo. Forma colonias blancas, circulares, lisas, traslúcidas, convexas y con márgenes regulares tras 3 días de incubación en agar R2A. Temperatura óptima de crecimiento de 30 °C. Tiene un contenido de G+C de 63,6%. Se ha aislado del sedimento de una cueva en China.